# Solomon Berewa
Solomon Ekuma Dominic Berewa (* 6. August 1938 im Bumpe Chiefdom, Bo-Distrikt; † 5. März 2020 in Freetown), auch als Solo B bekannt, war ein Politiker aus Sierra Leone und von 2002 bis Oktober 2007 Vizepräsident seines Landes.
Vor seiner Ernennung zum Vizepräsidenten war Berewa seit 1996 Justizminister seines Landes. Im September 2005 wurde er Vorsitzender der Sierra Leone People’s Party (SLPP) und trat am 11. August 2007 als einer von sieben Kandidaten zur Wahl des neuen Präsidenten von Sierra Leone an. Berewa erhielt 38,3 % der Stimmen und ging damit nach Ernest Koroma (44,3 %, All People’s Congress) als zweitstärkster Kandidat hervor. Der bisherige Präsident Ahmad Tejan Kabbah durfte gemäß der Verfassung nicht mehr zur Wahl antreten. Da kein Kandidat die notwendigen 55 % erreichte, fand am 8. September 2007 eine Stichwahl statt. Die Stichwahl gewann sein Konkurrent Koroma mit 54,6 % der Stimmen. Nach der Wahlniederlage gab Berewa den Parteivorsitz ab.
Im Januar 2008 übernahm Berewa einen Lehrstuhl im Bereich Friedensstudien an der Universität Bradford.